# Czuppon György
Czuppon György (Felső-Szopor, ma Újkér, 1755. április 25. – Szombathely, 1820. június 26.) teológiai doktor és tanár.

## Élete
1778. szeptember 6-án Szily János püspök által Szentbenedeken pappá, szeptember 8-án Muraszombatban szerpappá és szeptember 13-án Felsőlendván áldozópappá szenteltetett. 1786-ban a II. Józseftől Pozsonyban fölállított generale seminariumban a másodéves hittanulók prefektusa volt. 1788-ban a hetyei plébániát nyerte, melyet 1804-ig bírt. 1790-ben a seminarium generalék feloszlatása után, a szombathelyi papnevelő intézetben, mely ekkor megnyílt, a bibliamagyarázat és a keleti nyelvek tanára lett, mely tisztét szintén 1804-ig viselte. Teológiai tanársága mellett az 1793-ban megnyitott királyi líceumban 1796-tól 1804-ig a hittant is tanította, s ugyanezen intézetnek 1804-től 1808-ig igazgatója volt. 1804-ben szombathelyi kanonok lett. A Szentlélekről címzett monostori apát és Vas megyének táblabírája is volt. Könyvtárát és szombathelyi szőlőjét a szombathelyi papnevelő intézetnek, házát pedig a kőszegi árvaháznak hagyományozta.

## Munkái
- Celeusma filiorum regni. Budae, 1791.
- Vindiciae vulgatae-latinae editionis Bibliorum, qua ecclesia romanocatholica utitur contra assertam haebraei et graeci textus hodierni absolutam authentiam sectiones. Sabariae, 1798. Két kötet.
- Promptuarium literaturae hebraicae theoretico-practicum. Viennae, 1804. Két kötet.
- Reflexiones historico-hermeneuticae super exegesi biblica novissime scholis theologicis apud nonnullos per abusum invecta. Pars I. Sopronii, 1816.
- Paralipomena Reflexionibus super exegesi biblica superaddita. Sabariae, 1817.
- Valesii Florentis Sciagraphia de modalitate et tempore edendae versionis Hungaricae Bibliorum. Hely és év n.